# Paia
Paia (Pāʻia) – jednostka osadnicza w Stanach Zjednoczonych, w hrabstwie Maui.